# Dave Ball
David James Ball (Blackpool, 3 de maio de 1959), mais conhecido como Dave Ball, é um produtor e músico britânico, que participou de bandas como Soft Cell e The Grid, e colaborou com artistas como Ingo Vauk e Chris Braide.

## Vida e carreira
Ball nasceu em Blackpool, Inglaterra, filho de Don e Brenda, irmão de Susan, em Orkney Road, Blackpool. Estudou na Arnold School antes de estudar artes na Leeds Polytechnic, onde conheceu Marc Almond; eles formaram o duo synthpop Soft Cell em 1977; a banda acabou em 1984. Em 1983, enquanto com o grupo, ele lançou um álbum solo, In Strict Tempo, que teve participação de Gavin Friday, Genesis P-Orridge e Virginia Astley. Ele trabalhou posteriormente como produtor (trabalhando com The Virgin Prunes e Ornamental), remixer (trabalhando com Pet Shop Boys e David Bowie), e gravando trilhas para filmes e formou outro duo, The Grid, com Richard Norris, com quem trabalhou como parte da Psychic TV no Jack the Tab – Acid Tablets Volume One (Dave e Richard gravaram a trilha "Meet Every Situation Head On" juntos como M.E.S.H.). Reuniu-se com Almond no Soft Cell em 2001. Em 2010 formou a banda Nitewreckage com Celine Hispiche, Rick Mulhall e Terry Neale. Seu álbum de estréia, Take Your Money And Run, foi lançado pela Alaska Sounds em 6 de junho de 2011, com o single "Solarcoaster" precedendo o lançamento. O álbum foi coproduzido e mixado por Martin Rushent. Ele vive em Kennington, sul de Londres.

## Discografia
Com Soft Cell
- 1981 - Non-stop Erotic Cabaret
- 1982 - Non-stop Ecstatic Dancing
- 1983 - The Art of Falling Apart
- 1984 - This Last Night In Sodom
- 2002 - Cruelty Without Beauty
- 2003 - At the BBC: In Session (shows entre 1981-1983)
- 2003 - Live (Soft Cell) Live (2003 European tour)
- 2005 - The Bedsit Tapes (gravado entre 1978-1980)

Com The Grid
- Electric Head (1990)
- 456 (1992)
- Evolver (1994)
- Music for Dancing (1995)
- Doppelgänger (2008)

Solo
- In Strict Tempo (1983)